# St. Mariä Heimsuchung (Breitenholz)

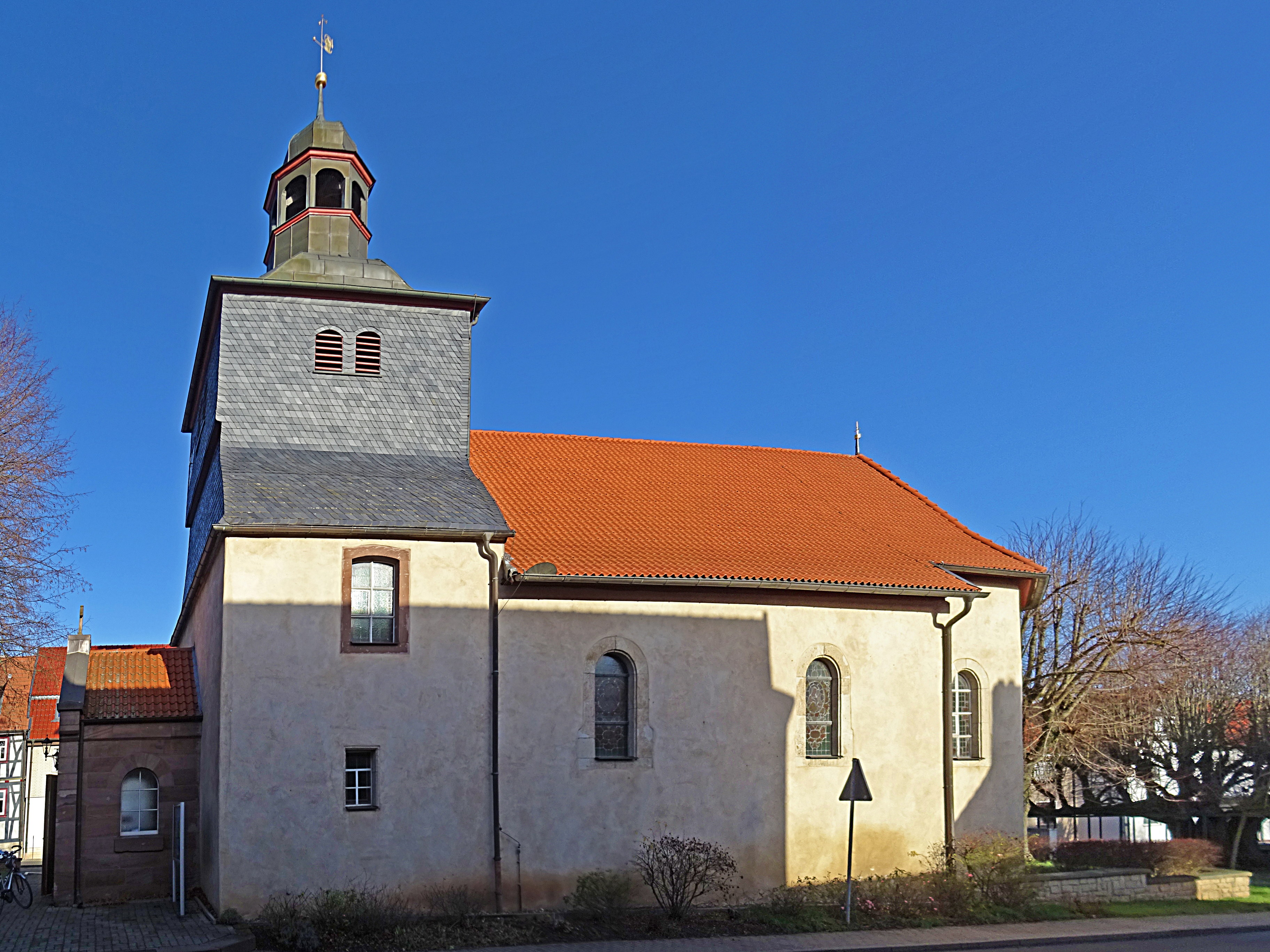
Römisch-Katholische Kirche St. Mariä Heimsuchung in Breitenholz

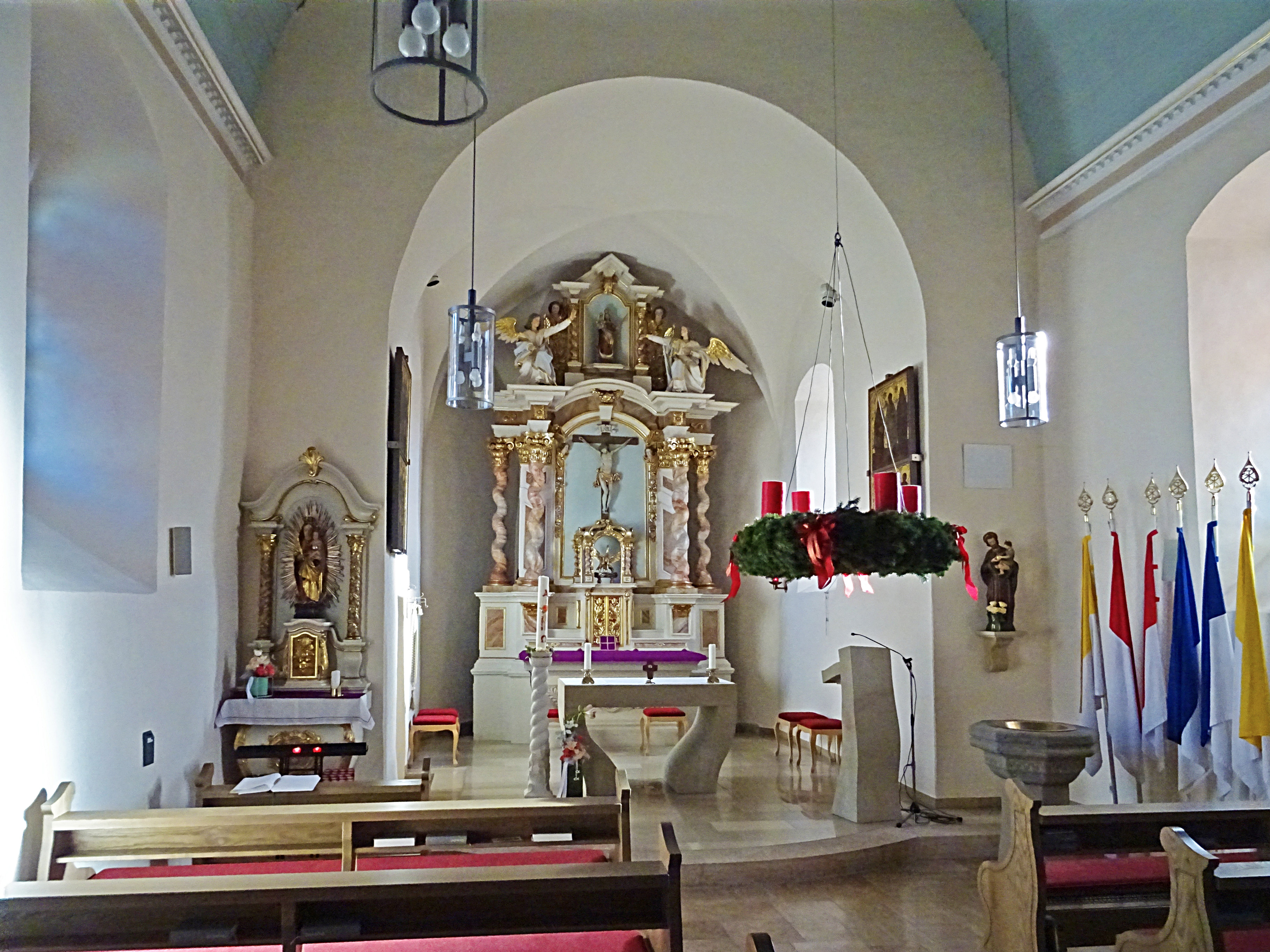
Innenraum

Die römisch-katholische Filialkirche und Wallfahrtskirche St. Mariä Heimsuchung steht in Breitenholz im thüringischen Landkreis Eichsfeld. Sie ist die Filialkirche der Pfarrei St. Maria Magdalena Leinefelde im Dekanat Leinefelde-Worbis des Bistums Erfurt. Sie trägt das Patrozinium Mariä Heimsuchung.

## Geschichte
Breitenholz ist seit 1955 Wallfahrtsort. Die Kirche wurde 1695 errichtet. Der Turm wurde später angebaut. Die Weihe erfolgte 1735.

## Ausstattung

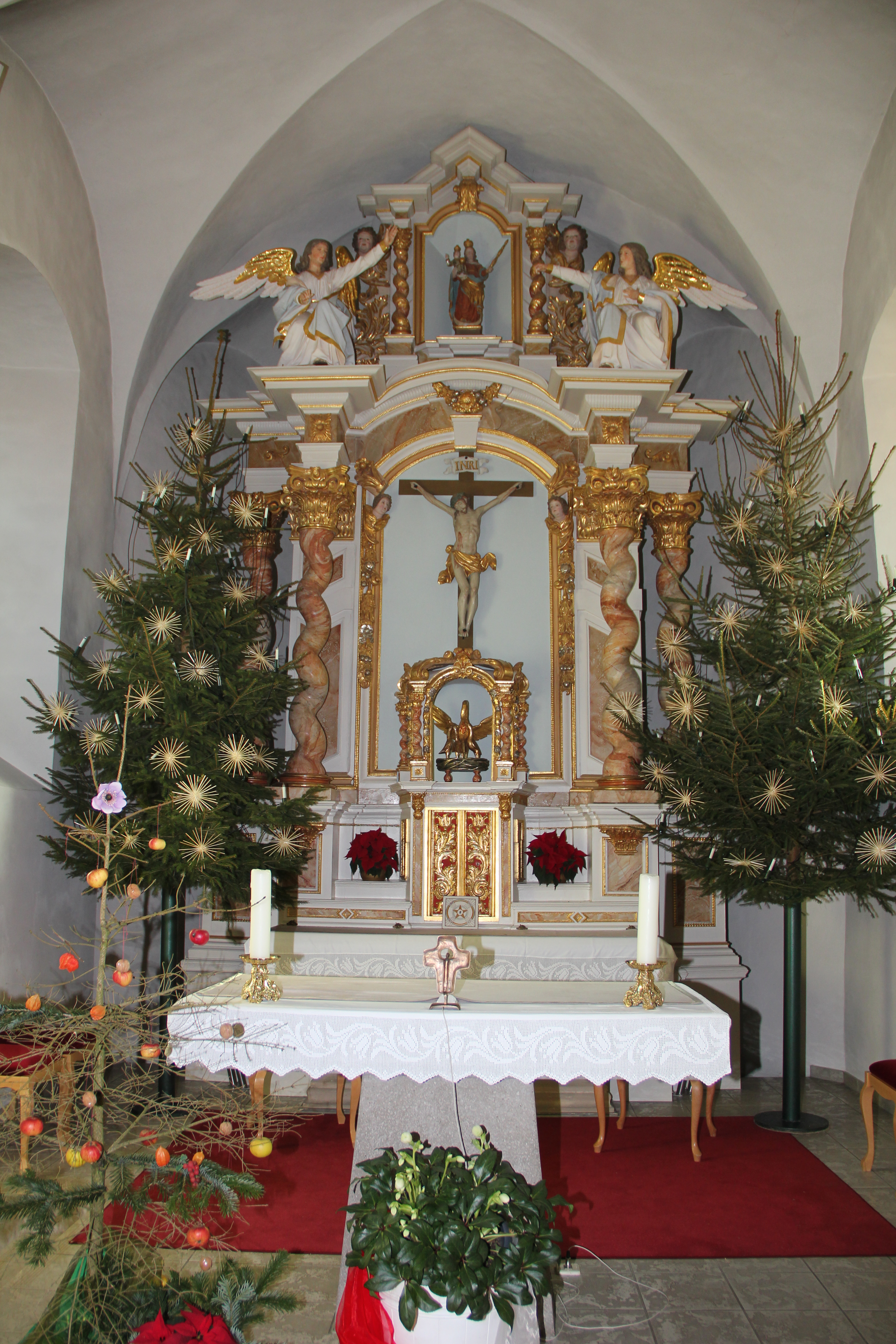
Hochaltar

Der barocke Hochaltar stammt aus der ehemaligen Franziskaner-Klosterkirche St. Antonius in Worbis. Volksaltar und Ambo wurden im modernen Stil angefertigt. Die Herkunft des Gnadenbildes ist nicht bekannt.

## Orgel
Die Orgel wurde 1987 von Alexander Schuke Potsdam Orgelbau gebaut. Sie hat sieben Register auf einem Manual und Pedal.

## Wallfahrt
Um das Fest Mariä Heimsuchung Anfang Juli findet die Wallfahrt zum Gnadenbild Maria mit dem Kinde aus der zweiten Hälfte des 15. Jahrhunderts statt. Am Wallfahrtstag wird die Statue auf einem Steintisch an der Westseite der Kirche aufgestellt und nach dem Hochamt bei der Prozession im Dorf mitgeführt. 1668 wird die Wallfahrt in einem Duderstädter Gesangbuch erwähnt.